# Ronya
Ronya, pseudonimo di Ronja Richardsdotter Stanley, precedentemente Gullichsen, conosciuta anche come New Ro (Siuntio, 9 novembre 1991), è una cantante finlandese.

## Biografia
Ronya è figlia d'arte: suo padre è il produttore musicale britannico Richard Stanley, mentre sua madre è l'autrice finno-svedese Anna Gullichsen. La cantante ha firmato un contratto discografico con la Warner Music Finland nel 2008, quando aveva 16 anni, e ha pubblicato il suo singolo di debutto Annoying nell'estate del 2011. Il brano ha riscosso buon successo nella radio nazionale, trascorrendo diverse settimane in cima alla classifica delle canzoni più richieste su YleX. Il suo album di debutto, The Key Is the Key, è uscito il 13 giugno 2012 e ha debuttato alla 25ª posizione della top 50 finlandese.
Ha successivamente lasciato la Warner e ha iniziato a pubblicare musica su etichetta Cocoa Music. Il suo secondo album, Tides, è stato pubblicato ad ottobre 2015. Dal 2018 la cantante utilizza il nuovo pseudonimo New Ro, accompagnato da una svolta di immagine.

## Discografia

### Album
- 2012 - The Key Is the Key
- 2015 - Tides

### EP
- 2020 - Kosmos

### Singoli
- 2011 - Annoying
- 2012 - Hyperventilating
- 2012 - Needy Boy
- 2014 - Flame
- 2014 - Work Harder
- 2015 - Great Escape
- 2015 - GTFO
- 2018 - I Cum
- 2019 - Myself
- 2019 - Lucifer
- 2019 - Guns
- 2019 - Sleep